# دجاج حجازي

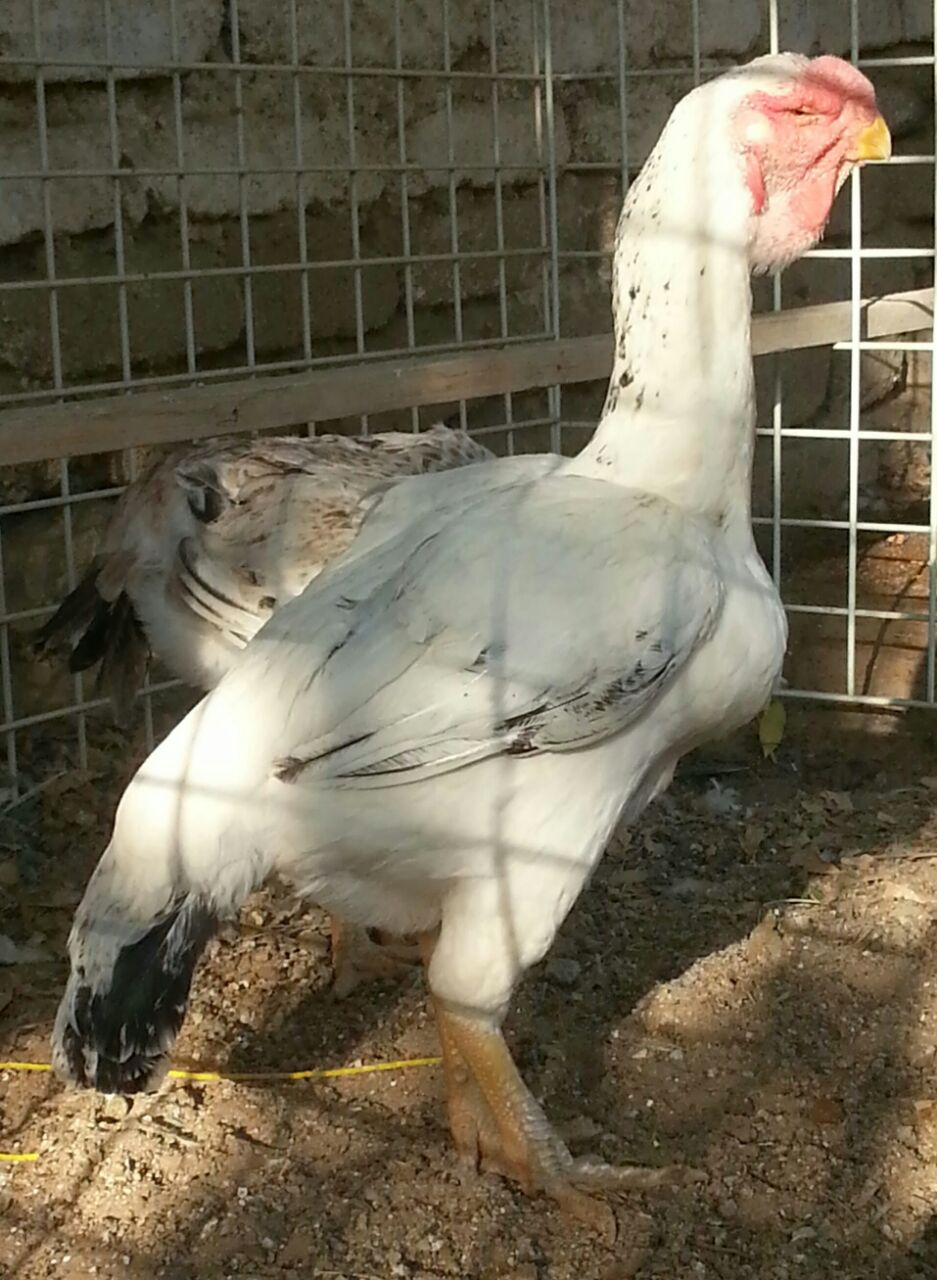
دجاجة حجازية

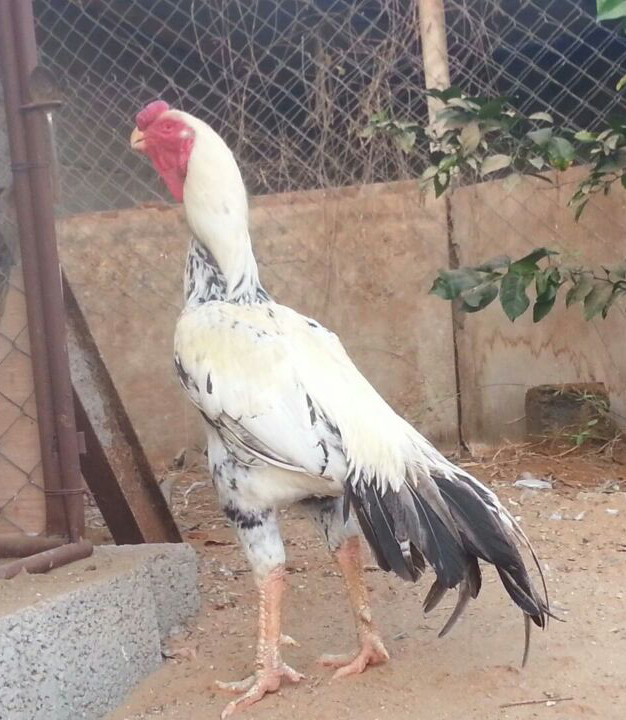
ديك حجازي

دجاج حجازي (بالإنجليزية: Hijazi chicken)‏ هي أحد سلالة الدجاج التي ظهرت لأول مرة في السعودية وتحديدا في المنطقة الغربية قبل نحو أربعين عام على يد بعض المربين.

## تاريخ السلالة
هي عبارة عن خلط بين فصائل مختلفة من دجاج الفايتر وكانت بمحض الصدفة ولم يكن اجتهاد من أي شخص أو مربي عمل على إنشاء سلالة أو فصيلة جديدة من الدجاج، بعد ذلك اجتهد مربوا الدجاج الفايتر من من استهوتهم هذه الفصيلة الجديدة شكليا.

## المواصفات
جسم الديك يشبه في وقفته ونزول الذيل للأسفل لسلالات الدجاج مثل دجاج الملايو أو دجاج الشامو مع اختلاف واضح بأغلب الصفات الأخرى، مثل ضخامة الطائر وعرض العظام والطول وخلو الدلايات من الريش وقصر المنقار، بالإضافة الى عرف وسادي كبير.

### بداية انتشارها
اجتهد المربين في تلك الحقبة على تطوير هذه السلالة كلا حسب ما يراه، فمنهم من اتجه إلى حجم الرأس ومنهم من طور ارتفاع الطائر ومنهم من كان يبحث عن صفاوة وقصر المنقار أو عرض الساق، وكان يطلق عليها قديما أسماء أصحابها مثل سلالة فلان وكان يعرف صاحب السلالة بمجرد ملاحظة موقع القوة والضعف في مواصفات الطائر وما يميزه من صفات.

## مسميات أخرى
انتشرت واختلفت مسمياته 
- الفارسي اسم مستحدث والذي لا يمت لهذه الفصيلة باي صله لا في تركيبها ولا في نشأتها
- الكويتي يطلق على الدجاج البرازيلي والتايلندي لان أهل السعودية كانوا يشترونها من بالكويت
- الجاوي كان يطلق على اللون الأحمر المائل للصفار لكن الآن اللون الكولومبي أصبح يسمونه الجاوي.
- الهيراتي اسم يطلق على الديك الحجازي في العراق. يستخدم كثيرا في مصارعة الديوك.

## للإستزادة
- دجاج سيراما
- دجاج سبرايت